# Blokspolder
De Blokspolder is een polder ten noordoosten van Groede in de Nederlandse provincie Zeeland. De polder behoort tot de Catspolders.
De Blokspolder is herdijkt in 1613, door toedoen van onder meer Jacob Cats. De polder is waarschijnlijk vernoemd naar Nicolaas de Blocq, die grond bezat in deze 54 ha grote polder.
De Blokspolder wordt begrensd door de Bramendijk, de Noordweg II en de Provincialeweg.